# 二月事件 (捷克斯洛伐克)
二月事件是指1948年2月下旬，捷克斯洛伐克共產黨在蘇聯的支持下，通过政变毫無爭議地控制了捷克斯洛伐克政府。它標誌著該黨在該國40年統治的開始。
政變的意義遠遠超出了國家的邊界，因為它是通往全面冷戰的已經很發達的道路上的一個明確標誌。這一事件驚動了西方國家，並促使馬歇爾計劃迅速通過，在西德建立了一個國家，採取準軍事措施使共產主義者在法國、希臘，尤其是義大利失去權力，並朝著共同安全邁進，這將在短短一年多時間內，導致北約的成立和鐵幕的最終繪製，直到1989年革命。

## 背景
二戰結束後，捷克斯洛伐克共產黨（下称捷共）處於有利地位。它自1920年代以來對捷克斯洛伐克政治的強大影響，其清白的戰時記錄以及與非共產黨政黨的合作，它對作為該國解放者之一的蘇聯的認同，以及它在不驚動西方的情況下成為該國主要政治力量的決心（意大利和法國的共產黨也採用了這一戰略）與民眾反對納粹相吻合，隨之而來的對真正變革的渴望，以及生活在蘇聯軌道內的新政治現實導致党员人數從1945年的4万激增至 1948 年的 135 萬。 此外，蘇聯人認為這個國家是一個戰利品：因为它與西德接壤，在亞希莫夫周圍擁有鈾礦。
儘管如此，該黨領袖克萊門特·哥特瓦爾德在 1945 年表示，“儘管形勢有利，但下一個目標不是蘇維埃和社會主義，而是進行真正徹底的民主民族革命”，從而將他的政黨與捷克斯洛伐克的民主傳統（他甚至聲稱自己是托馬斯·馬薩里克（Tomáš Masaryk）的弟子）並利用大眾強烈的反德情緒支持捷克民族主義。 在戰後初期，共產黨人與其他政黨在一個名為“國民陣線”的聯盟中合作，保持著願意在體制內工作的樣子。
因此，在1946年的選舉中，捷共和与其联手的社会民主党贏得38%的選票。這是歐洲共產黨在自由選舉中有史以來最好的表現，遠遠超過第二年在蘇聯影響範圍內唯一一次自由公正的戰後選舉中匈牙利同行贏得的 22%。愛德華·貝內斯總統，他本人不是共產黨員，但非常願意與蘇聯合作，並希望得到盟軍的克制，因此邀請戈特瓦爾德擔任總理。儘管政府仍然擁有非共產黨人的多數（9 名共產黨人和 17 名非共產黨人）但捷共最初控制了警察和武裝部隊，並開始控制其他關鍵部門，例如處理宣傳、教育、社會福利的部門和農業；他們也很快主宰了公務員隊伍。
然而，到1947年夏天，捷共已經疏遠了整個潛在選民集團。以共產黨員、內政部長瓦茨拉夫·諾塞克為首的警察的活動嚴重冒犯了許多公民。農民反對談論集體化，一些工人對共產黨要求他們增加產量而沒有得到更高工資的要求感到憤怒。普遍的預期是共產黨將在1948年5月的選舉中被徹底擊敗。那年9月，在第一次共產黨和工人黨情報局會議上，安德烈·日丹諾夫觀察到蘇聯的勝利幫助實現了“工人階級在除捷克斯洛伐克以外的所有東歐土地上對資產階級的徹底勝利，捷克斯洛伐克在該國的權力較量仍未決定”。这清楚地暗示了捷共應該加快自己的努力以取得完全的權力。這一概念在布拉格之春期間得到了加強，當時黨的檔案被打開並顯示，當法國和意大利的共產黨在1947 年和1948 年未能掌權時，斯大林放棄了捷克斯洛伐克議會道路的整個想法。
捷共的二號領導人、秘書長魯道夫·斯蘭斯基作为代表出席了會議。他帶著最終奪取政權的計劃回到布拉格。斯蘭斯基說：“就像在國際領域一樣，我們也在國內戰線上進行了進攻。” 捷共奉行雙管齊下的戰略。該黨知道它必須保持在選舉政治體系內工作的表面，並意識到革命政變是不可接受的。它希望在預定於 1948 年舉行的選舉中獲得絕對多數，但左翼聯盟的分裂使這不切實際。這促使該黨採取了議會外行動。組織“自發的”示威以“表達人民的意願”以及工人代表團不斷訪問議會旨在確保“群眾的動員”。

## 政变
1947年至1948年冬季，在内阁和议会中，共产党与其对手之间的紧张关系导致了日益激烈的冲突。1948年2月，当诺塞克试图清除国家警察部队中剩余的非共产主义分子，非法扩大了他的权力，事态发展到了顶点。安全机构和警察正在转变为捷共的工具，因此，据约翰·格伦维尔说，这危及基本的公民自由。
2月12日，内阁中的非共产党人要求惩罚政府中的冒犯共产党人，并结束他们所谓的颠覆。诺塞克在哥特瓦尔德的支持下拒绝让步。他和他的共产党同僚威胁要使用武力，为了避免在议会中失败，他们动员了国内的支持者。2月21日，12名非共产党部长辞职以示抗议，因为诺塞克拒绝恢复8名非共产党高级警官的职务，尽管内阁多数人投票支持这样做。大多数部长仍然留任，社会民主党领袖兹德涅克·费林格毫不掩饰他对共产党的支持。
非共产党人认为贝奈斯会拒绝接受他们的辞职，将他们留在看守政府，并在这个过程中让共产党人感到尴尬，足以让他们屈服。贝奈斯最初坚持认为，不能组建不包括非共产党部长在内的新政府。然而，日益紧张的气氛，加上全国各地发生的共产党领导的大规模示威活动，说服贝奈斯在这个问题上保持中立，因为担心捷共煽动叛乱，给红军入侵该国和恢复秩序的借口。
在格伦维尔看来，如果贝奈斯坚持他的路线，共产党就无法组建政府。这位历史学家认为，解决这场危机可能只有两种非暴力手段——要么让位给非共产党人，要么甘冒提前选举出现失败的风险，而捷共没有时间来操纵这场选举。非共产党人认为这是一个机会时刻，需要在共产党完全控制警察部门并威胁选举进程之前迅速采取行动。
与此同时，非共产党的部长们似乎表现得好像这只是1939年前的一场老式政府危机。他们不知道共产党正在从下面动员起来夺取完全权力。1945年至1947年担任苏联驻捷克斯洛伐克大使的苏联外交部副部长瓦莱里安·佐林返回布拉格，帮助完成政变的最终安排。武装民兵和警察占领了布拉格，举行了共产主义示威，并驱散了一场反共学生示威。非共产党部长的部委被占领，公务员被解职，部长们被禁止进入自己的部委。在国防部长卢德维克·斯沃博达的领导下，军队被限制在军营内，没有进行干预。
共产党“行动委员会”和工会民兵迅速成立，配备武器，并被派上街头，并准备清洗反共主义者。哥特瓦尔德在10万人面前发表讲话，威胁说除非贝奈斯同意组建一个新的共产党主导的政府，否则将举行大罢工。佐林曾一度为驻扎在该国边境的红军提供服务。然而，哥特瓦尔德拒绝了这一提议，认为暴力威胁加上沉重的政治压力足以迫使贝奈斯投降。正如他在政变后所说，贝奈斯“知道什么是力量，这让他现实地评估了这种情况”。此外，根据历史学家伊戈尔·卢克斯的说法，贝奈斯自1945年以来一直健康状况不佳，到1948年，他已经是“一个空壳”，没有足够的情感或体力来对抗捷共的“粗暴玩家”。
1948年2月25日，贝奈斯因害怕爆发内战和苏联的干预而投降。他接受了非共产党部长的辞呈，并根据捷共的要求任命了新政府。哥特瓦尔德继续担任由25名成员组成的新政府的总理——13名共产党人和12名非共产党人（9名非共产党成员和3名独立人士）。事实上，新政府是由共产党人和亲莫斯科的社会民主党人主导的。一段时间以来，社会民主党领袖费林格一直支持与共产党建立更紧密的关系；如上所述，他在这场争端中公开站在共产党一边。人民党、捷克国家社会党和斯洛伐克民主党的成员仍然存在，因此政府名义上仍然是一个政党联盟。然而，这不再是一个真正意义上的联盟。其他政党已经被共产党的同情者接管，而使用这些标签的部长们都是共产党精心挑选的同路人。唯一一位既不是共产主义者也不是同路人的高级部长是外交部长扬·马萨里克，但两周后，他被发现死于三楼的一扇窗户下面。一些朋友和崇拜者认为马萨里克自杀是出于绝望。然而，长期以来，西方一直怀疑他实际上是被摔死的，直到今天，2021年结束的一项调查裁定谋杀、事故或自杀都有可能。
政变后，共产党迅速采取行动巩固其权力。数千人被解雇，数百人被捕。成千上万的人逃离这个国家以避免生活在共产主义统治之下。两年前自由选举产生的国民议会很快就达成了一致，并在3月份对哥特瓦尔德改组后的政府进行了信任投票。230比0达成一致通过，尽管政变后有9名议员辞职。
5月9日，议会批准了一部新宪法，宣布捷克斯洛伐克为“人民民主国家”。尽管这不是一部完全的共产主义文件（事实上，甚至没有提到捷共），但它与苏联模式非常接近，贝奈斯拒绝签署。在5月30日的选举中，选民收到了来自国民阵线的单一名单，国民阵线正式赢得了89.2%的选票；在国民阵线名单中，共产党拥有214个席位的绝对多数（主要政党160个，斯洛伐克分支54个）。
当年的晚些时候，当社会民主党与共产党合并时，这一多数派变得更加庞大。几乎所有参加1946年选举的非共产党也都在国民阵线名单中有代表，因此获得了议会席位。然而，到这个时候，他们都变成了共产党的忠实伙伴，这些政党中为数不多的思想独立的成员要么被关进监狱，要么被流放。国民阵线被转变为一个由共产主义者主导的广泛爱国组织，除此之外，任何政治团体都不允许存在。由于这些事件，贝奈斯于6月2日辞职，12天后由哥特瓦尔德继任。贝奈斯于9月去世，标志性地结束了这一系列事件，并在大批沉默的人群前来悼念一位受欢迎的领导人的去世和他所代表的民主的葬礼。

## 影响
在1989年的天鹅绒革命之前，捷克斯洛伐克一直由获胜的捷克斯洛伐克共产党统治。政变立即成为冷战的代名词。东欧最后一个自由民主国家的丧失对西方数百万人来说是一个深刻的打击。十年来，西方第二次看到捷克斯洛伐克的独立和民主被意图统治这个小国的外国极权独裁政权扼杀（尽管与1938-1939年不同，捷共做了大部分“肮脏的工作”）。
苏联似乎已经完成了一个铁板一块的苏联集团的形成，并决定了欧洲的分裂，这似乎证明并肯定了人们对苏联在西方势力的悲观评价，他们确信试图与苏联做交易是愚蠢的。因为它在西欧和美国的影响同样深远，它帮助西方国家团结起来反对共产主义集团。这给法国和意大利政府一种先见之明的感觉，因为他们在一年前迫使国内共产党人退出政府。
此外，它最终抹黑了苏联阻止建立西德国家的行动，并在下个月加快了西欧联盟《布鲁塞尔条约》的建设；共同安全是新的口号。直到1948年初，西方和苏联代表在外交部长级的定期会议上进行了沟通；捷克斯洛伐克政变是这两个超级大国关系的最后破裂，西方现在表示决心进行集体自卫。到3月初，即使是之前摇摆不定的法国也要求建立一个具体的军事联盟，并明确承诺在某些情况下提供帮助。
从苏联的角度来看，政变来得再糟糕不过了。布拉格的政府危机从2月20日持续到27日，当时西方外长正在伦敦开会。从西方的角度来看，政变是共产主义最不可接受的一个例子；在西方看来，苏联似乎一心想无情地扩张和压制自由。

### 美国
政变在美国的影响是立竿见影的。美国国会对马歇尔计划产生了反对意见，但震惊和激起的公众舆论压倒了这一点，国会迅速批准了50多亿美元用于欧洲复苏计划的第一年预算。
在捷克政变之前，华盛顿的重点一直是对共产主义的经济遏制，主要是通过杜鲁门主义和马歇尔计划，以及严重依赖核能作为支持遏制共产主义的盾牌。哈里·S·杜鲁门总统明白，1946年和1947年，美国人民没有为大规模常规武器集结或与苏联的对抗做好准备。他不愿意大幅增加军事预算，而是选择了逐步均衡的集结。他预计将在马歇尔计划上投入大量资金，并试图将年度国防预算控制在150亿美元以下。
然而，这场政变暴露了美国常规力量的局限性及其对核能的过度依赖。布拉格危机发生时，大约有10个装备不足、训练不足的美国和西欧师面对30多个苏联师。考虑到国防部关于美国核能库和使用核能库的空中力量明显不足的抱怨，很明显，美国在欧洲缺乏可信的军事威慑力量。
捷克斯洛伐克的政变改变了关于美国军事预算的整个辩论基调。这有助于引发五角大楼新一轮的游说，要求大幅增加军事预算，而国家安全委员会则呼吁对苏联集团进行“全球反攻”，包括美国对西欧联盟的军事援助。3月17日，杜鲁门在全国范围内发表了一次严峻的广播讲话，呼吁恢复前一年被允许失效的选择性服务，以应对这场危机。他还要求国会批准一项全民军事训练计划（UMT）。他旨在向苏联发出一个决心信号，即美国的军事态势是强大的，随着军事准备的扩大，该国也准备在未来有必要的情况下进行大规模重新武装。国会拒绝批准UMT，但确实投票决定恢复选择性服务，并将这笔钱投给了一支70人的空军，比官方要求多25%。
尽管如此，为了应对1948年初类似危机的气氛，美国外交政策的变化更多的是象征性的，而不是真实的。美国愿意就新的欧洲安全安排进行磋商，这既不是对苏联意图的改变估计，也不是准备承担更大份额的保卫西欧的责任。相反，这是一种战术策略，旨在减轻捷克斯洛伐克政变和随后短暂但激烈的战争恐慌的影响。
因此，随后采取了一系列快速解决方案，以确保美国军队在发生战争时不会完全措手不及。更重要的是，美国官员现在对欧洲同行的紧张情绪表现出的敏感性；美国人现在更愿意采取措施来鼓舞欧洲的士气，缓解那里现在普遍存在的焦虑。捷克政变和柏林封锁清楚地表明，需要不断的保证将欧洲人与美国的体系联系起来；因此，美国武装部队开始重新动员。
事实上，苏联和西方之间对战争的恐惧在政变后达到了顶点。3月5日，卢修斯·克莱将军从柏林发出了一封令人震惊的电报，告知了这种可能性：“在过去的几周里，我感觉到苏联态度发生了微妙的变化，我无法定义，但现在我觉得这可能会突然发生”。奥马尔·布拉德利将军后来写道，当他在华盛顿读到克莱的“令人悲伤的评估”时，他“从椅子上被抬了起来”，乔治·凯南写道，政变和电报结合在一起造成了“真正的战争恐慌”，“军方和情报界”“以最可悲的方式反应过度”。仅仅一周后，参谋长联席会议就建议重新武装并恢复征兵。
事实上，克莱的警告更多地与陆军情报总监斯蒂芬·张伯伦中将要求提供材料有关，这些材料将说服国会在军事准备方面投入更多，而不是与苏联意图在欧洲发动战争的任何确凿证据有关。尽管如此，在2月和3月的欧洲，“战争在欧洲大陆的街道和咖啡馆里也普遍存在，甚至是平静地讨论”，2月27日有报道称斯大林邀请芬兰签署一项互助条约，加剧了人们的担忧，这加剧了人们对这将是下一个多米诺骨牌倒下的预期；挪威也受到了缔结条约的压力。
在普遍的恐慌中，人们也发出了更加乐观的声音。杜鲁门政府几个月前就将捷克斯洛伐克视为苏联的卫星国；1947年11月，美国国务卿乔治·马歇尔在一次内阁会议上表示，苏联可能很快会通过镇压捷克斯洛伐克作为“纯粹的防御行动”来巩固对东欧的控制。凯南从马尼拉发来电报称，苏联似乎在巩固防御，而不是为侵略做准备。他后来写道，布拉格政变和柏林封锁是对马歇尔计划最初成功的“防御性反应”，也是对西方推动建立一个独立的西德国家的决定的“防御性回应”。从这一事件的角度来看，杜鲁门的反应是抓住一场必要的危机，推销马歇尔计划和五角大楼长期以来一直在推动的重新武装计划。
马歇尔自己的反应是，“就国际事务而言，捷克斯洛伐克共产党夺取政权不会实质性地改变……过去三年的局势”。就在他3月10日举行新闻发布会推动其经济援助计划时，中央情报局报告称，“我们不认为……这一事件反映了苏联能力的突然增强、更具侵略性的意图，或苏联当前政策或战术的任何变化……捷克政变和对芬兰的要求……并不排除苏联努力实现与西方和解的可能性”，但政府选择了不同的路线。
3月2日，中央情报局局长罗斯科·希伦科特也写信给杜鲁门，称“捷克斯洛伐克政变的时机对克里姆林宫来说是被迫的，当时非共产党人采取了危及共产党对警察控制的行动。如果没有这种控制，共产党不可能在5月的选举中获胜”。

### 意大利和法国
在意大利，选举定于4月18日举行，共产党主导的人民民主阵线很有可能获胜。捷克政变后，西方圈子陷入了歇斯底里和不祥的预感，人们得出结论，意大利也可以采取类似的策略，因为意大利公民甚至可能没有机会投票。英国外交大臣欧内斯特·贝文和英国内阁几乎以世界末日的眼光看待意大利左翼两个主要政党之间的合作，认为一旦意大利共产党赢得政权，它将边缘化来自社会党的任何温和影响。贝文立即得出结论，必须在意大利加强“民主社会主义力量”，英国必须支持天主教民主党，尽管他们有很多错误。
贝文尤其感到震惊的是，意共利用其在工会运动中的主导地位，组织工业骚乱，不仅破坏马歇尔计划的成功，而且通过类似捷克斯洛伐克的工厂行动委员会来颠覆意大利政府。尽管意大利外交部长对政变的时机感到担忧，但他仍然保持乐观，向贝文（他将意大利视为“直接的危险点”）保证，军队和警察状况良好，政变将产生不利影响，使摇摆不定的选民远离社会主义者。
意大利的共产党和社会党领导人为捷克政变辩护，称其为民主的胜利，并合理化侵犯公民权利是对西方帝国主义（即美国）利益构成的反动威胁的必要和公正的回应；这种言论可能损害了民主阵线的信誉，削弱了其温和的承诺。凯南发电报建议禁止意共，美国应在可能发生内战的情况下进行军事干预，但他很快软化了立场。
美国驻罗马大使担心，政变会迫使自私的选民站在他们认为获胜的一方一边，布拉格发生的事件可能会提高意共的声望，“将一般机会主义的意大利人的政治引向共产主义潮流”。然而，政变是导致绝大多数选民投票支持天主教民主党并击败左翼的几个因素之一。斯大林对捷克政变后美国没有采取军事行动感到满意，也不愿意挑起战争，他尊重这一结果，认为意大利是一个西方国家。
在法国，有趣的政治潮流也开始了。美国仍在推动法国政府支持德国的复兴。政变后，外交部长乔治·皮杜尔担心激起反德情绪，即法国共产党（PCF）可能会利用这种情绪煽动政变。与此同时，政变迫使法共领导人莫里斯·多列士出手，他的公开言论表明，在苏联入侵后，他将支持红军。
捷克政变、法共失败的破坏政策以及马歇尔计划可能获得通过，都开始影响法国公众舆论。70%的法国人现在认为美国会比任何其他国家都更多地帮助法国，而只有7%认为苏联会做得更多。尽管法国对德国感到担忧，但越来越明显的是，苏联的威胁比德国更大。法国仍将寻求对德国有利的权力地位，但它正在接受德国作为战后欧洲一部分的复兴前景。
随着马歇尔计划的通过，捷克政变对美国外交政策的另一个深远影响是听取了贝文关于建立西方国防联盟的呼吁。他发现杜鲁门政府即使在1947年12月伦敦外长会议不可挽回地破裂之后，也不愿接受与西欧建立明确而有约束力的联盟；马歇尔在12月17日与贝文的讨论中不准备接受这个想法。
2月26日，贝文再次重申，阻止出现下一个捷克斯洛伐克的最佳方式是制定西方联合军事战略，这一次他得到了更容易接受的倾听，尤其是考虑到美国对意大利的焦虑。该年春天，在马歇尔的命令下，欧洲领导人在五角大楼悄悄会见了美国国防、军事和外交官员，探讨建立一个新的、前所未有的共同防御联盟的框架。第二年，北约最终将从这些谈判中诞生。